# Водные ресурсы Израиля

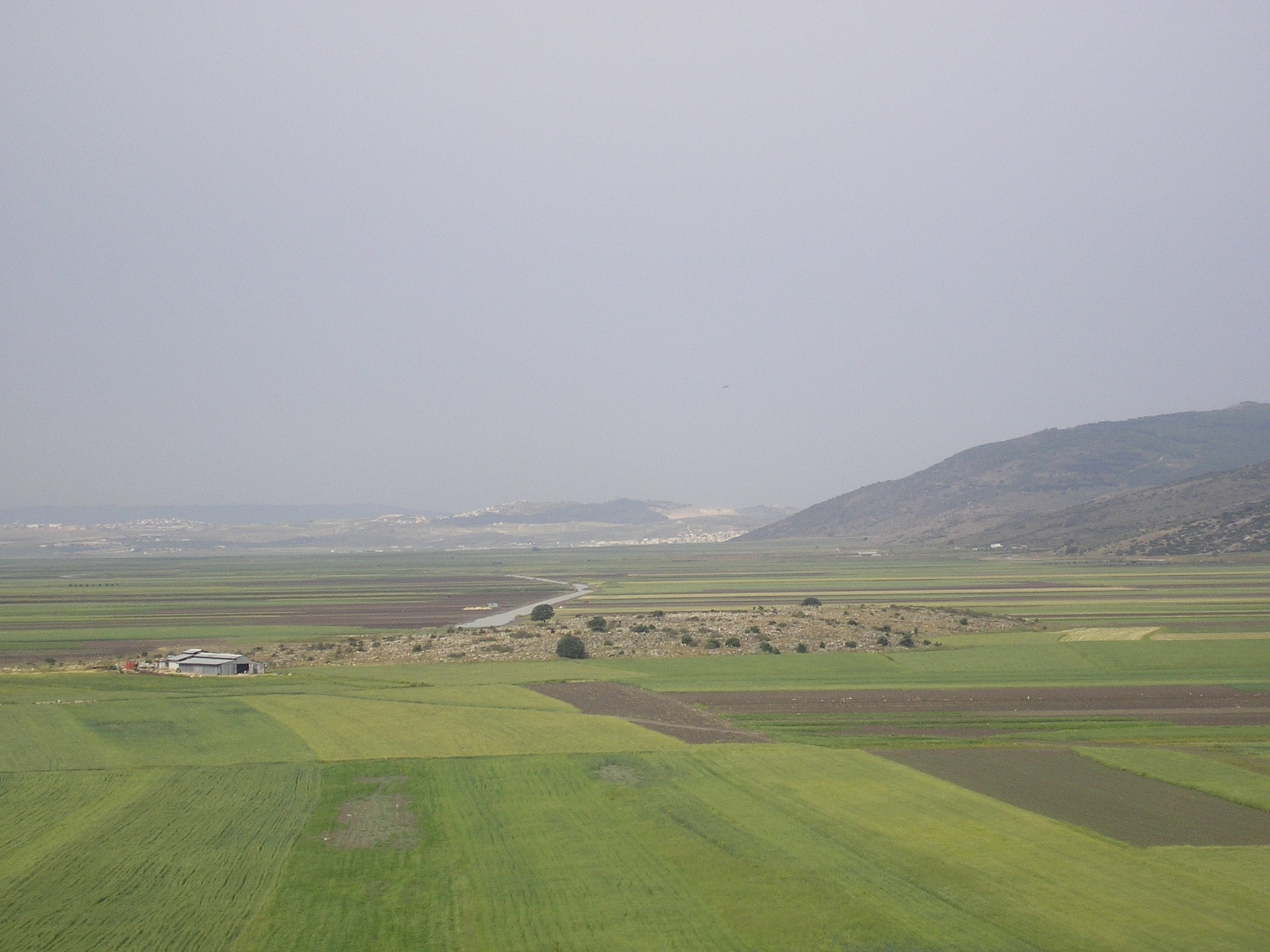
Участок всеизраильского водопровода в долине Бейт-Нетофа

Водные ресурсы Израиля — система естественных природных водосборов с главным природным хранилищем пресной воды — Тивериадским озером (озером Кинерет), прибрежноморские опреснительные заводы, артезианские скважины, искусственные подземные и надземные резервуары, а также источником дополнительных водных ресурсов служит переработка вторичных стоков.
Дефицит воды усугубляется тем, что по условиям мирного договора, Израиль поставляет пресную воду в Иорданию, что в засушливые годы оборачивается дефицитом пресной воды для самой страны-поставщика.
Территория Израиля на 95 % состоит из засушливых районов, где более 60 % территории занимает пустыня Негев. Поэтому водные ресурсы страны крайне ограничены и формируются в основном за счет атмосферных осадков. Средний объём атмосферных осадков за период с 1989 по 2005 год составил 6 млрд. м³. Из этого количества 60-70 % испаряется вскоре после выпадения дождя, не менее 5 % по руслам рек стекает в море (в основном зимой). Из оставшихся 25 % влаги, которая впитывается в почву, значительное количество также попадает в моря с подземным стоком.
Общие запасы воды в Израиле можно разделить на два природных водных источника: поверхностный и подземный.
Израиль небогат поверхностными водами. Природный резервуар поверхностной пресной воды, один — это расположенное на северо-востоке страны озеро Кинерет, питающееся в основном за счет реки Иордан и её притоков. Среднегодовой объём доступной воды озера составляет примерно 370 млн м³, что обеспечивает одну треть потребностей страны в воде и более высокую долю потребностей в питьевой воде.
Большая часть пресной воды (37 % водоснабжения Израиля в 2011 году) в Израиле добывается из подземных источников. Ввиду ограниченности доступных природных ресурсов, неравномерности осадков по годам и сезонам, по мере роста населения и экономического развития возрастает актуальность проблемы обеспечения населения качественной питьевой водой, а также сельского хозяйства, промышленности и реабилитации природных объектов. Из-за нехватки водных ресурсов предпринимались постоянные усилия по повышению эффективности орошения и сокращению использования воды за счет повышения эффективности методов орошения и использования передовых методов управления системой.

## Источники воды

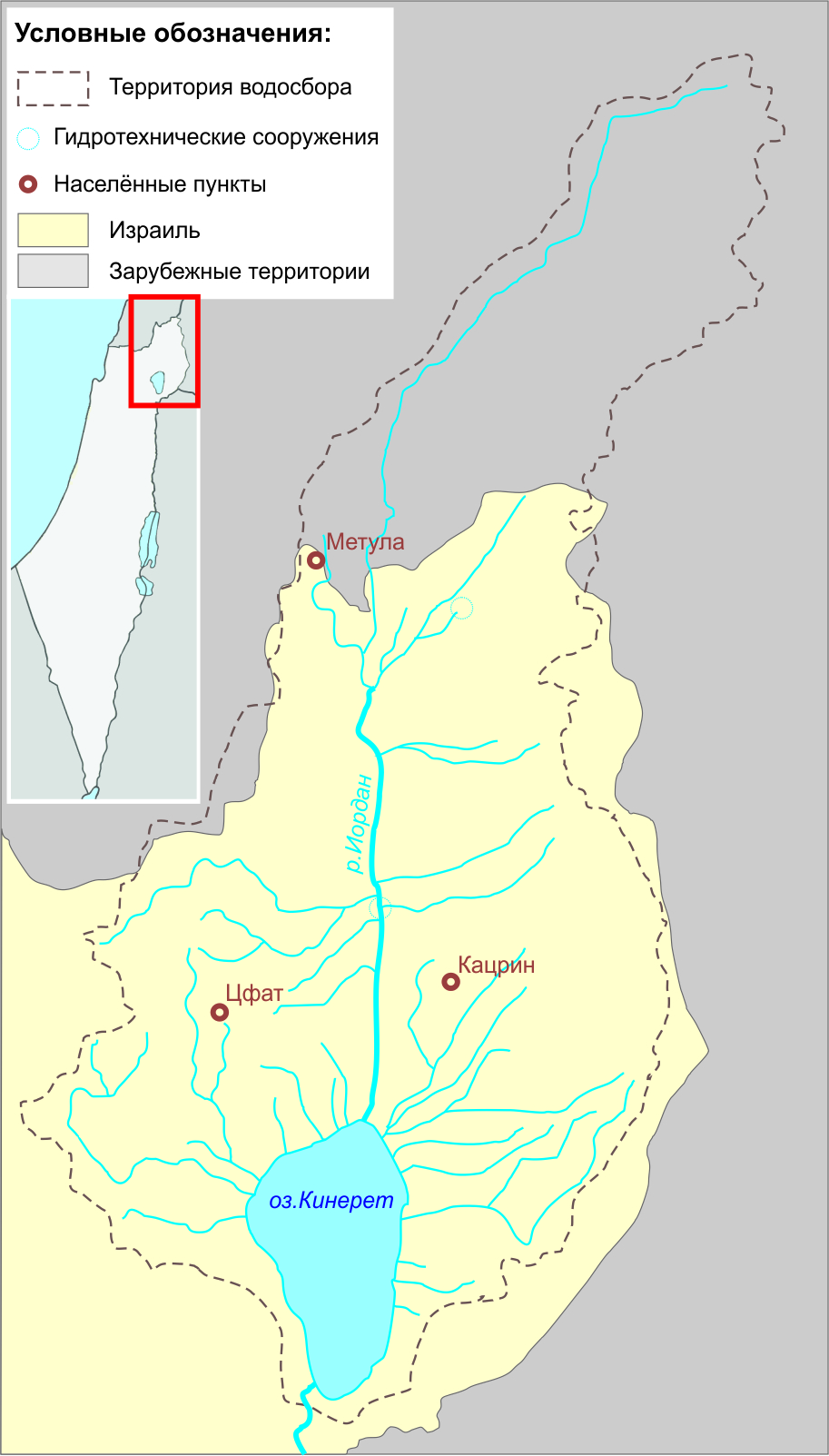
Карта водосборного бассейна озера Кинерет

### Бассейн Кинерета

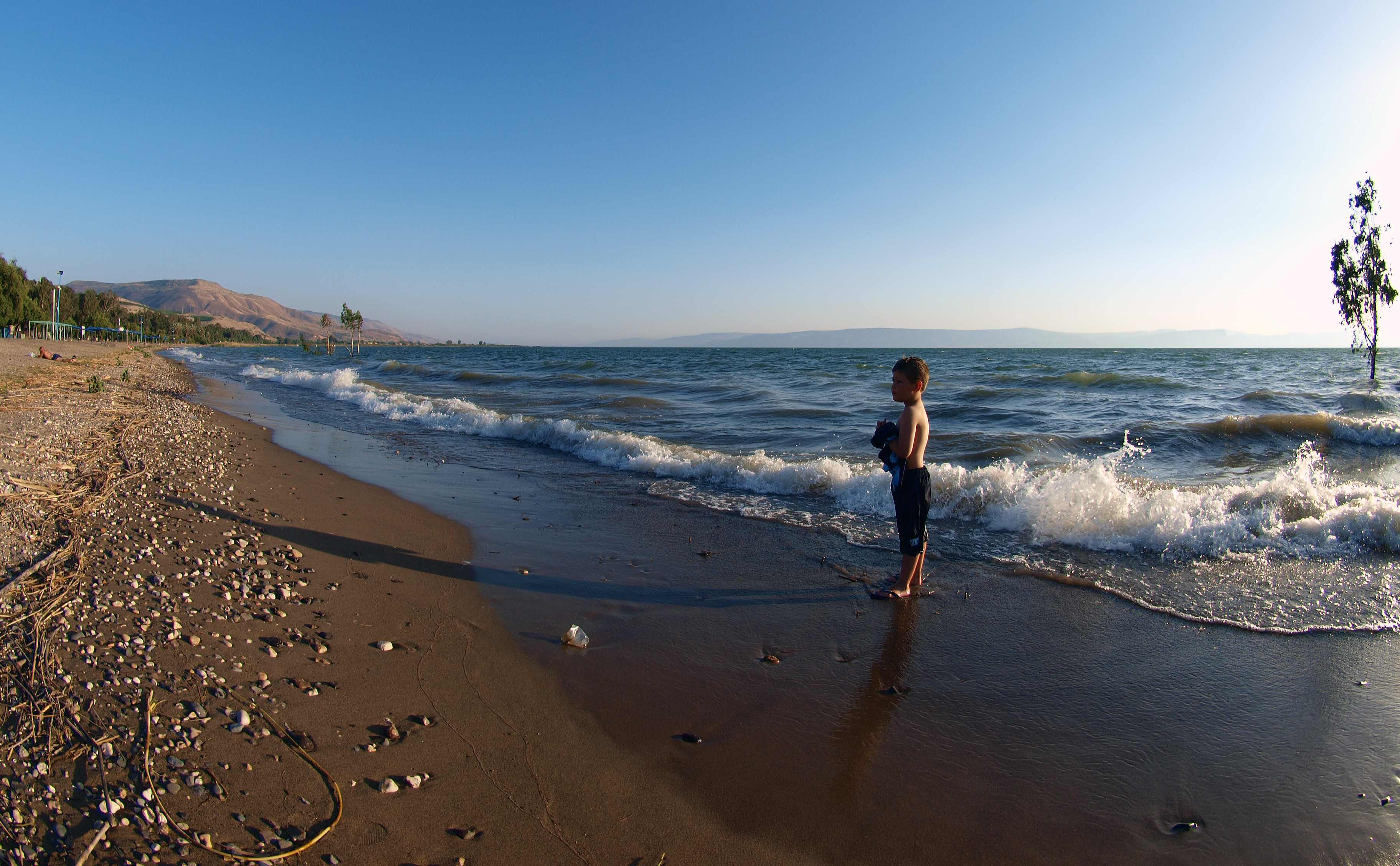
Озеро Кинерет на высокой отметке

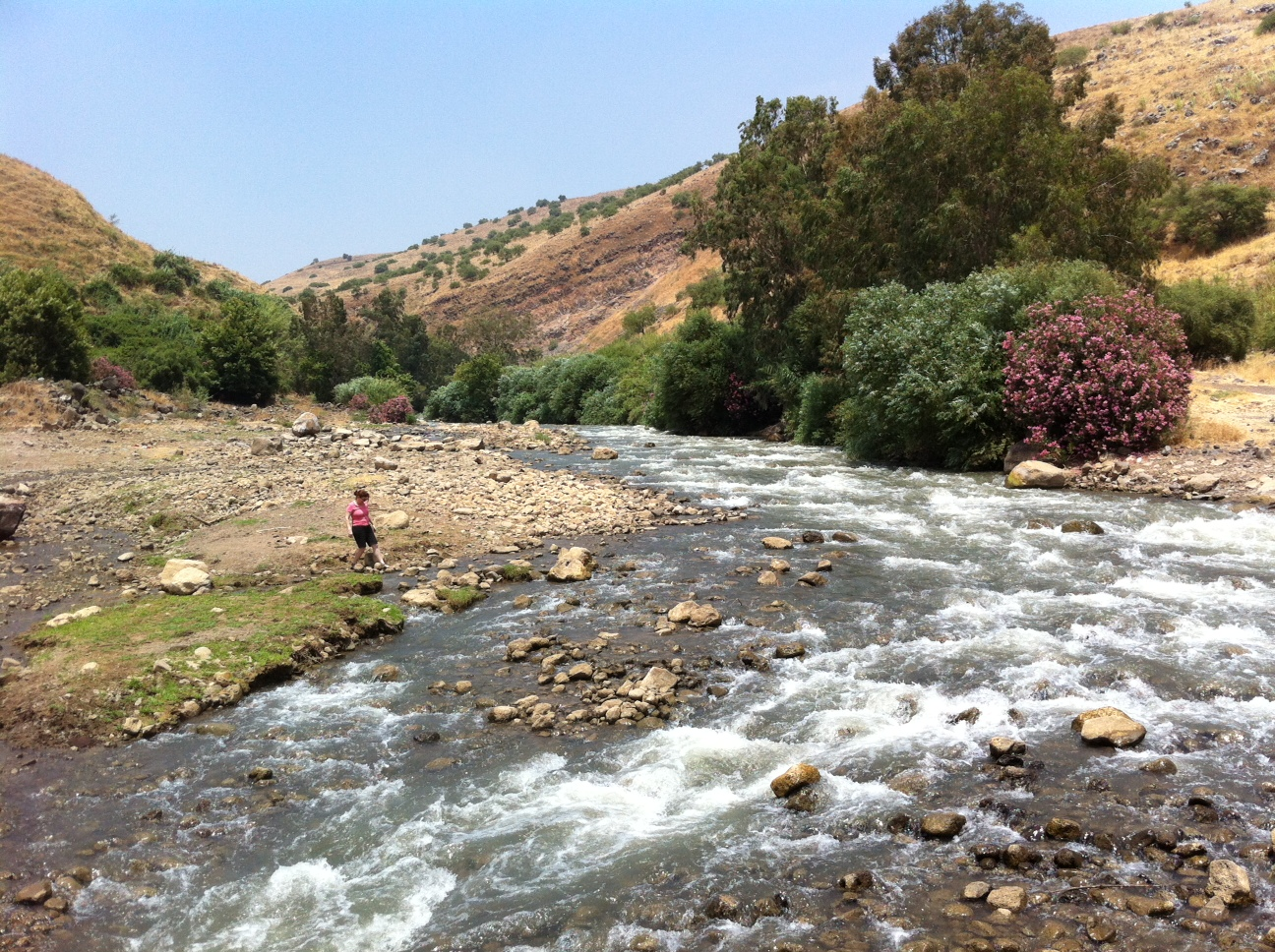
Иордан в верховьях

### Прибрежный бассейн

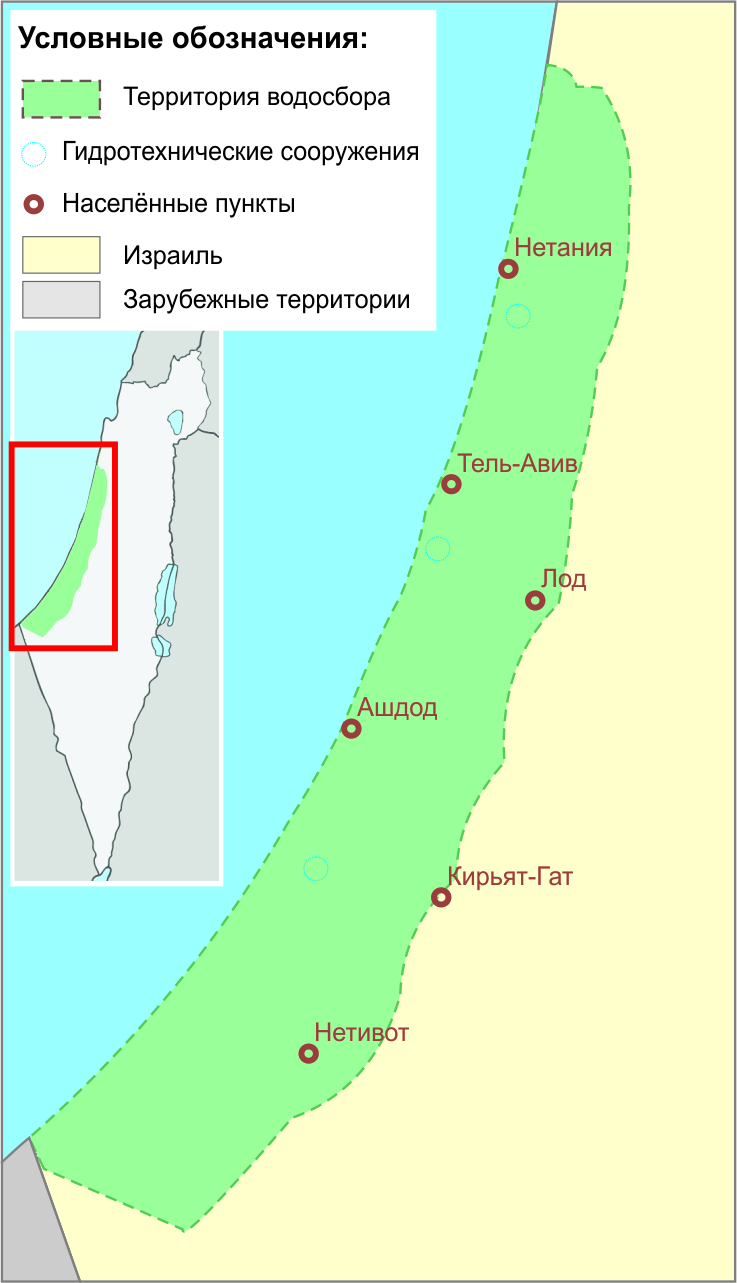
Карта водосборного Прибрежного бассейна

### Бассейн Яркон

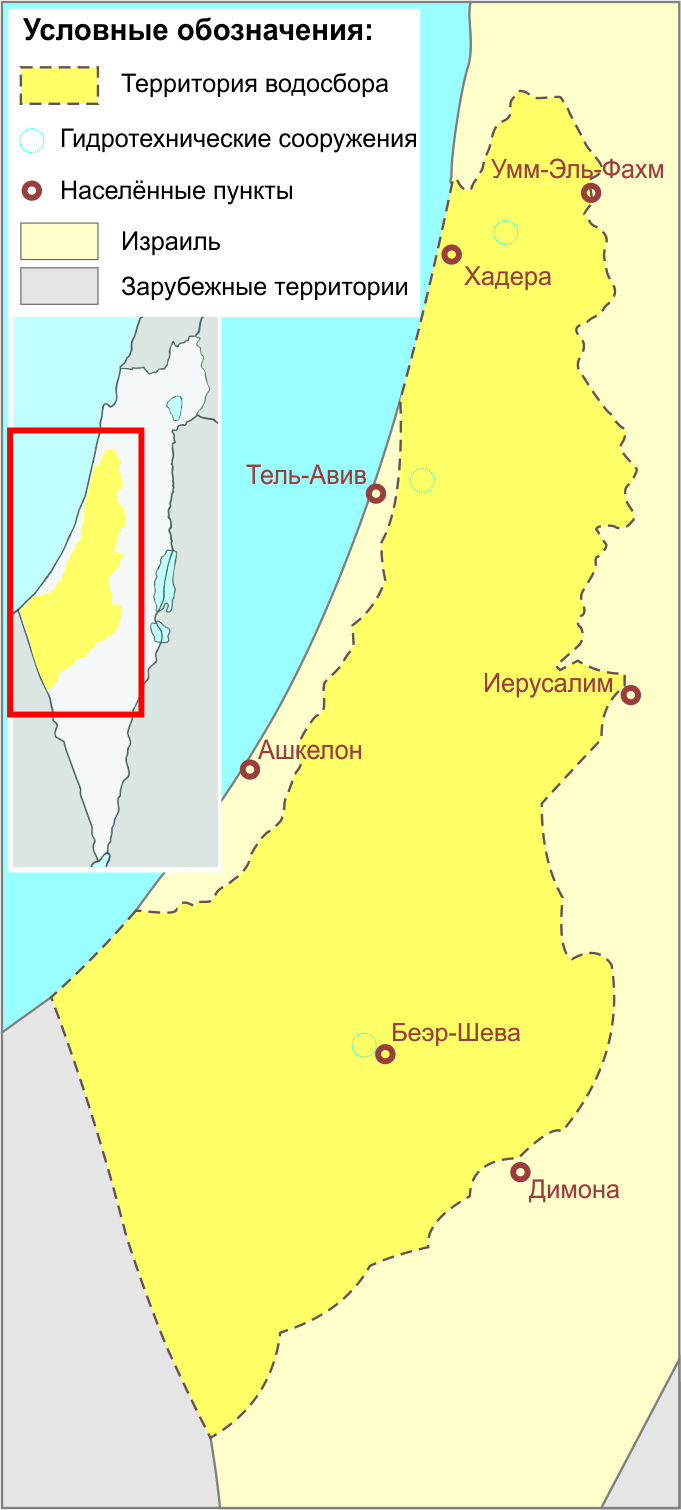
Карта водосборного бассейна Яркон

### Бассейн Западной Галилеи

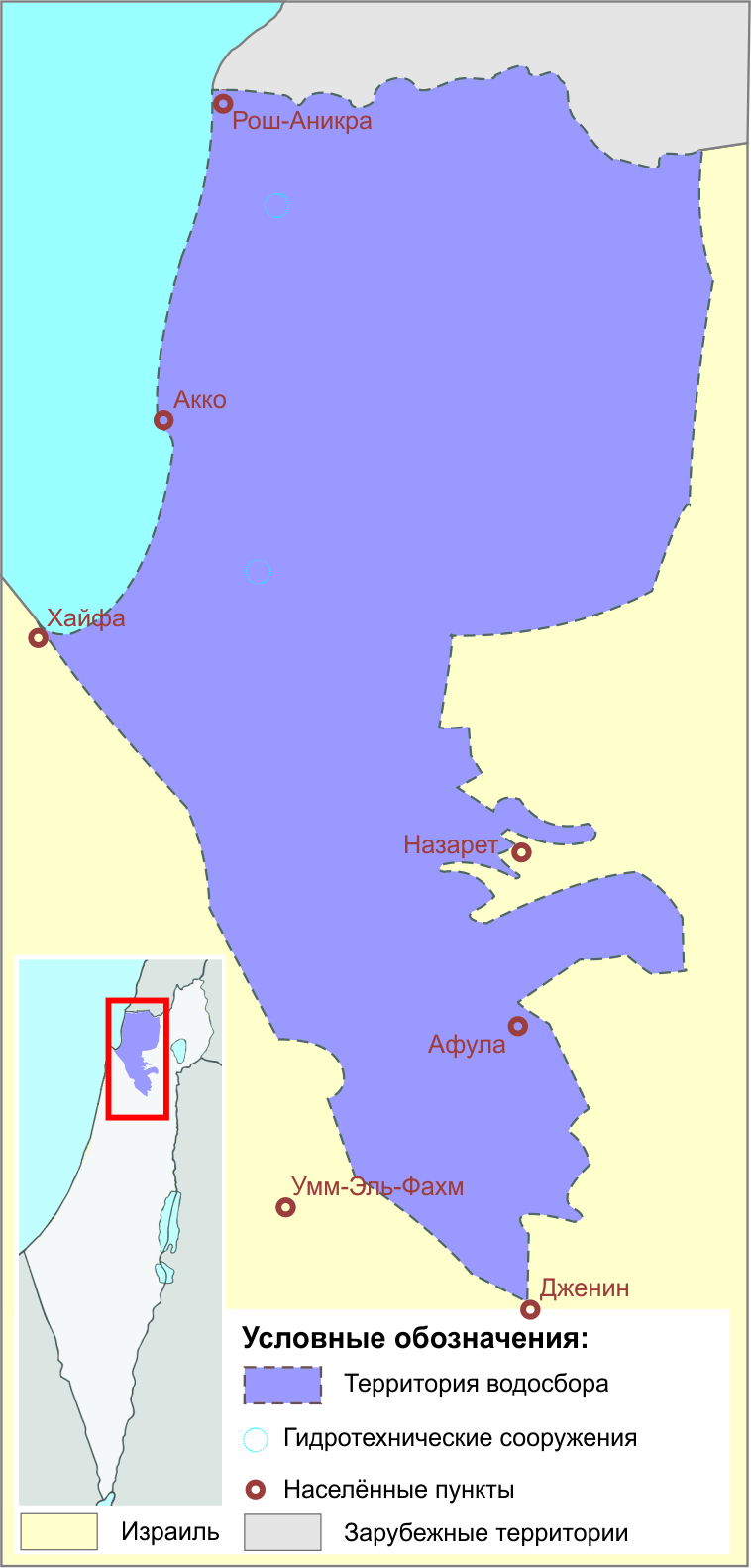
Карта водосборного бассейна Западной Галилеи

### Бассейн Кармель

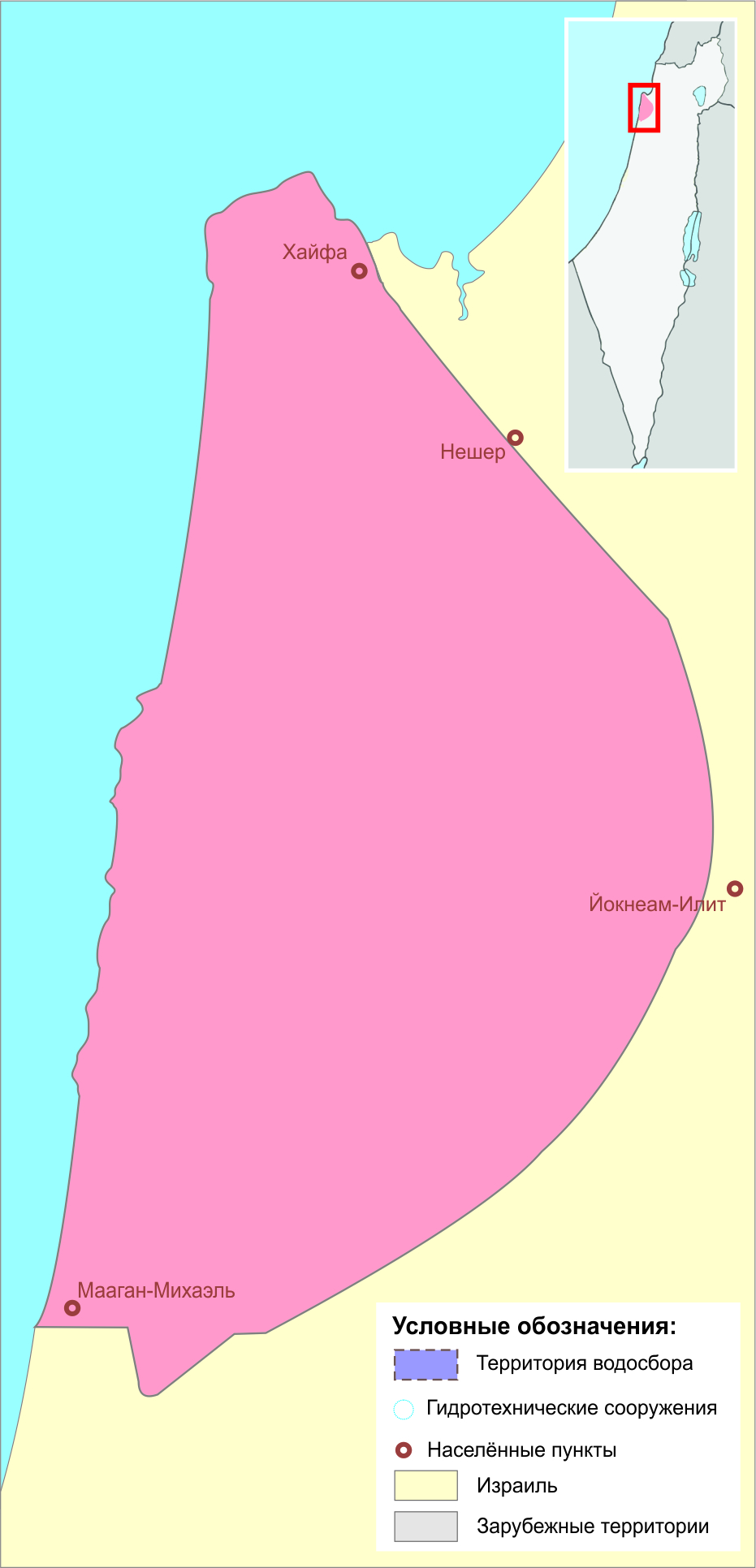
Карта водосборного бассейна Кармель

### Опреснение воды

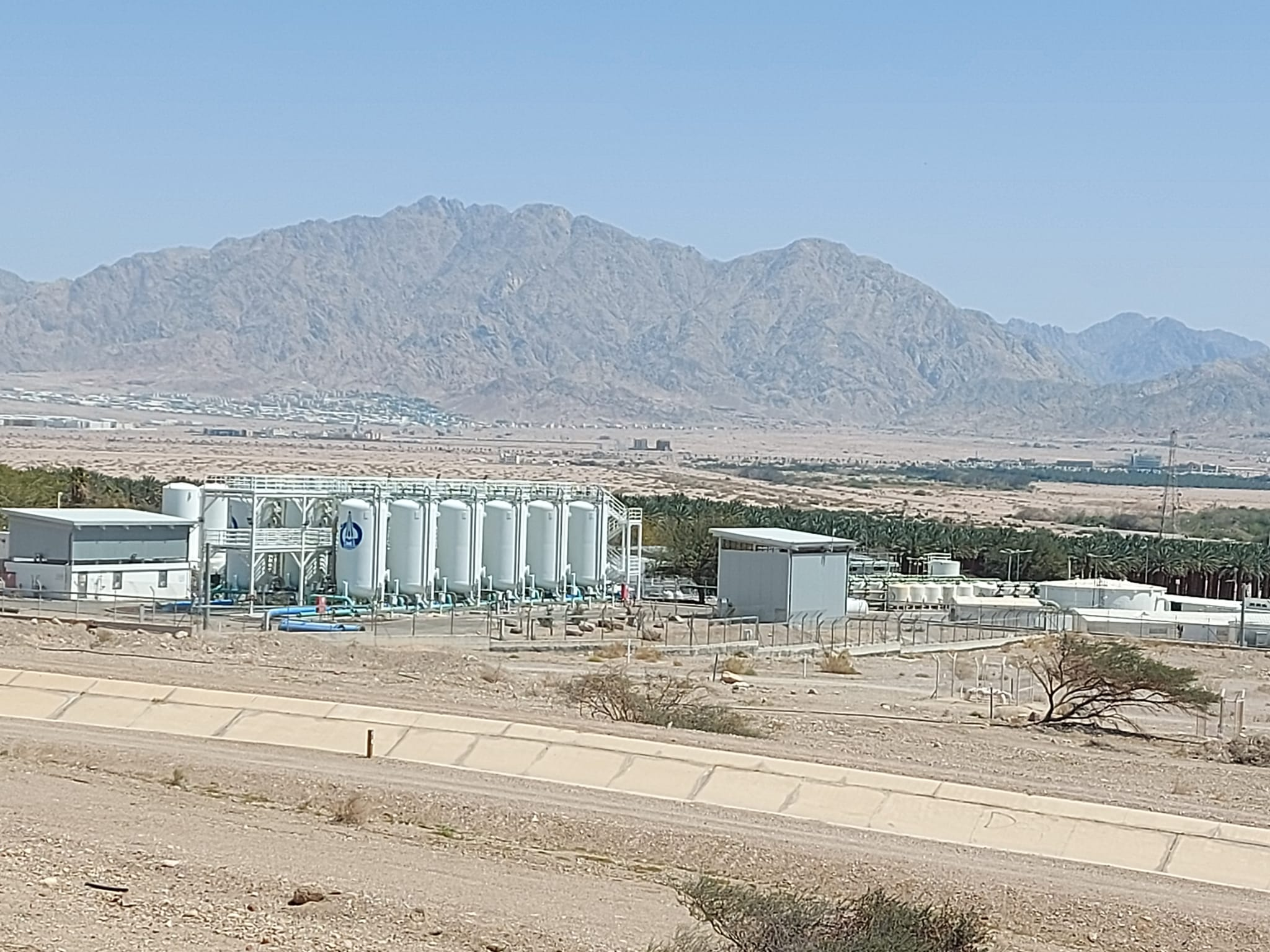
Станция опреснения воды в Эйлате